# ليون شامبرز
ليون شامبرز (بالإنجليزية: Leon Chambers)‏ هو مجدف أسترالي، ولد في 1998.

## وصلات خارجية
- ليون شامبرز على موقع الاتحاد الدولي للتجديف (الإنجليزية)